# حسن ناظر (بازیکن فوتبال)
حسن ناظر (انگلیسی: Hassan Nader؛ زادهٔ ۸ ژوئیهٔ ۱۹۶۵) بازیکن سابق فوتبال اهل مراکش بوده است.
وی در تیم ملی فوتبال مراکش ۱۵ بازی انجام داده است و عضو این تیم در جام جهانی فوتبال ۱۹۹۴ بوده است.